# Lechner & Lechner Architects
Lechner & Lechner Architects ist ein Architekturbüro in Salzburg, Österreich, das sowohl in Innenarchitektur als auch in Großprojekten tätig ist. Seit 2015 lautet der offizielle Firmenname Lechner - Lechner - Lechner ZT GmbH.

## Geschichte
Lechner & Lechner Architects wurde 1987 von den Architekten Christine und Horst Lechner († 2014) unter dem Namen Lechner & Lechner gegründet. Neben Bauten in Österreich realisierte das Team von 1996 bis 1997 Projekte in Südkorea. Johannes Schallhammer ergänzte das Team bei Großprojekten seit 2000 als ARGE Partner. Lechner – Lechner – Schalhammer realisierten Projekte in Deutschland und von 2006 bis 2009 Hotelprojekte in Dubai und Abu Dhabi in den Vereinigten Arabischen Emiraten. 2015 wurde das Büro nach dem Tod von Horst Lechner neugegründet und ist nun das gemeinsame Architekturbüro von Christine Lechner und ihren Söhnen Horst Lechner (* 1991) und Paul Lechner.

## Projekte (Auswahl Lechner & Lechner)
Nach der Bürogründung sorgte das Ladenbausystem „Change“ für erste Erfolge. Es wurde 1987 vom österreichischen Institut für Formgebung mit der Designauszeichnung „Ausgewählt“ prämiert und in zwei Salzburger Geschäften umgesetzt (Festung Hohensalzburg und Kieselgebäude).
Das 1993 errichtete Atriumhaus in Kuchl wurde 1996 im Zuge der Publikation „M1:33, innovative austrian architecture“, von Ramesh Kumar Biswas, in den Räumlichkeiten des österreichischen Parlaments ausgestellt. Für seine Rolle als Pionierprojekt des stringenten Holzbaues wurde das Bauwerk in Fachpublikationen veröffentlicht. In den 90er Jahren wurden Messestände und Designs des Getränkekonzernes Red Bull gestaltet. Auch das Szenelokal „Carpe Diem“ in der Salzburger Getreidegasse wurde von den Lechners gestaltet.
Das Ehepaar Lechner plante, baute und bewohnte gemeinsam das Wohn- und Atelierhaus Lechner im UNESCO-Welterbe-Ensemble der Salzburger Altstadt. Obwohl nicht dafür eingereicht, gewann das Gebäude 2010 den Architekturpreis des Landes Salzburg, da die Fachjury von ihrer in den Statuten des Architekturpreises festgelegten Option, ein nicht zur Begutachtung eingereichtes Projekt zu prämieren, Gebrauch machte.

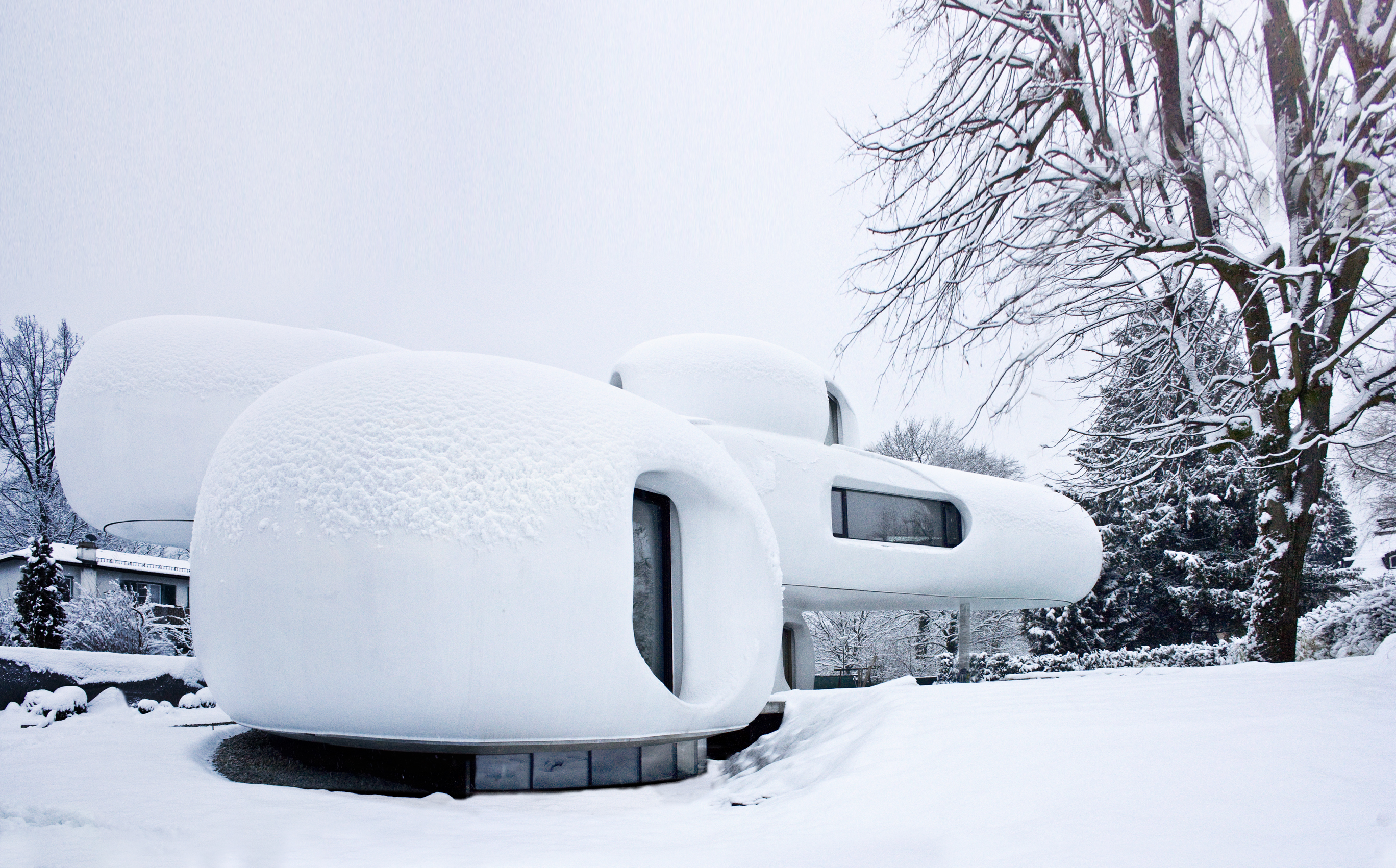
Blob-Architektur – Skulptur in der Landschaft

Für mediales Interesse und kontroverse Diskussionen vor der Baustelle sorgte die amorph geformte Wohnskulptur im Salzburger Stadtteil Leopoldskron. Dem von den Lechners „Skulptur in der Landschaft“ – von Kritikern „Ufo-Haus“ – genanntem Experimentalbau in exponierter Lage wurde vorgeworfen, das herkömmliche Bild von Häusern zu sprengen. Einer vom Meinungsforschungsinstitut IMAS nach der Enthüllung des Baukörpers durchgeführten Umfrage zufolge entzweite die ungewohnte Form die Passanten, die mit Befremden, aber auch mit Staunen reagierten.
Im Juni 2013 wurde anlässlich des 175-jährigen Firmenjubiläums des Baustoffherstellers „Leube“ der nach Plänen Christine und Horst Lechners angelegte „Leube Skulpturenweg“ in St. Leonhard bei Salzburg eröffnet. Der Skulpturenweg wurde als Denkmal für den Firmengründer Gustav Ernst Leube errichtet.
Im Jahr 2023 wurde der „Bierbrunnen“ in Salzburg fertiggestellt. Für die Verbreiterung der Münchner Bundesstraße mussten zwei der drei Bestandsbauten auf dem Areal abgebrochen werden, darunter das ehemalige Gasthaus „Bierbrunnen“ an der Kreuzung zum Forellenweg. Das dritte Gebäude wurde in den Neubau integriert. Der Erhalt und Überbauung des Bestandes am Forellenweg ist eine konzeptionelle Besonderheit. Das Gebäude wurde erhalten, um zusätzlichen CO2-Ausstoß, Energie- und Ressourcenverbrauch zu vermeiden. Es wurde auf eine „Behübschung“ des Bestandes von 2004 verzichtet, sodass dieser auch weiterhin deutlich erkennbar ist.
Weitere Projekte:
- Möbel in der Landschaft, Salzburg (Anerkennung Architekturpreis des Landes Salzburg 2000)[10]
- over the roofs in Salzburg (2005)[11]
- Wohnhaus und Büro Priesterhausgasse/Wohn- und Atelierhaus Lechner[12] (2010, Architekturpreis des Landes Salzburg 2010)[13]
- Wohnskulptur am Leopoldskroner Weiher[14]
- Sofwand, Salzburg (Austrian Interior Architecture Award 2018)
- Jugendgästehaus Gerlosplatte, Krimml (Diverse Auszeichnungen)
- Medienhaus Kapitelsaal, Salzburg
- MB110 - Bierbrunnen, Salzburg (Diverse Auszeichnungen)
- Hochsitz, Salzburg
- Cape Diem, Salzburg
- Die Mühle, Salzburg
- Leube Skupturenweg, St. Leonhardt
- Flussraum Salzach - Transformation zur Lebensader, Salzburg - Horst Lechner *1991 gemeinsam mit Lukas Ployer (Diverse Auszeichnungen)
- Rainerstraße - Die Rückkehr zur Lebensader, Salzburg - Paul Lechner
- ÖBB Salonwagen 1987, Wien

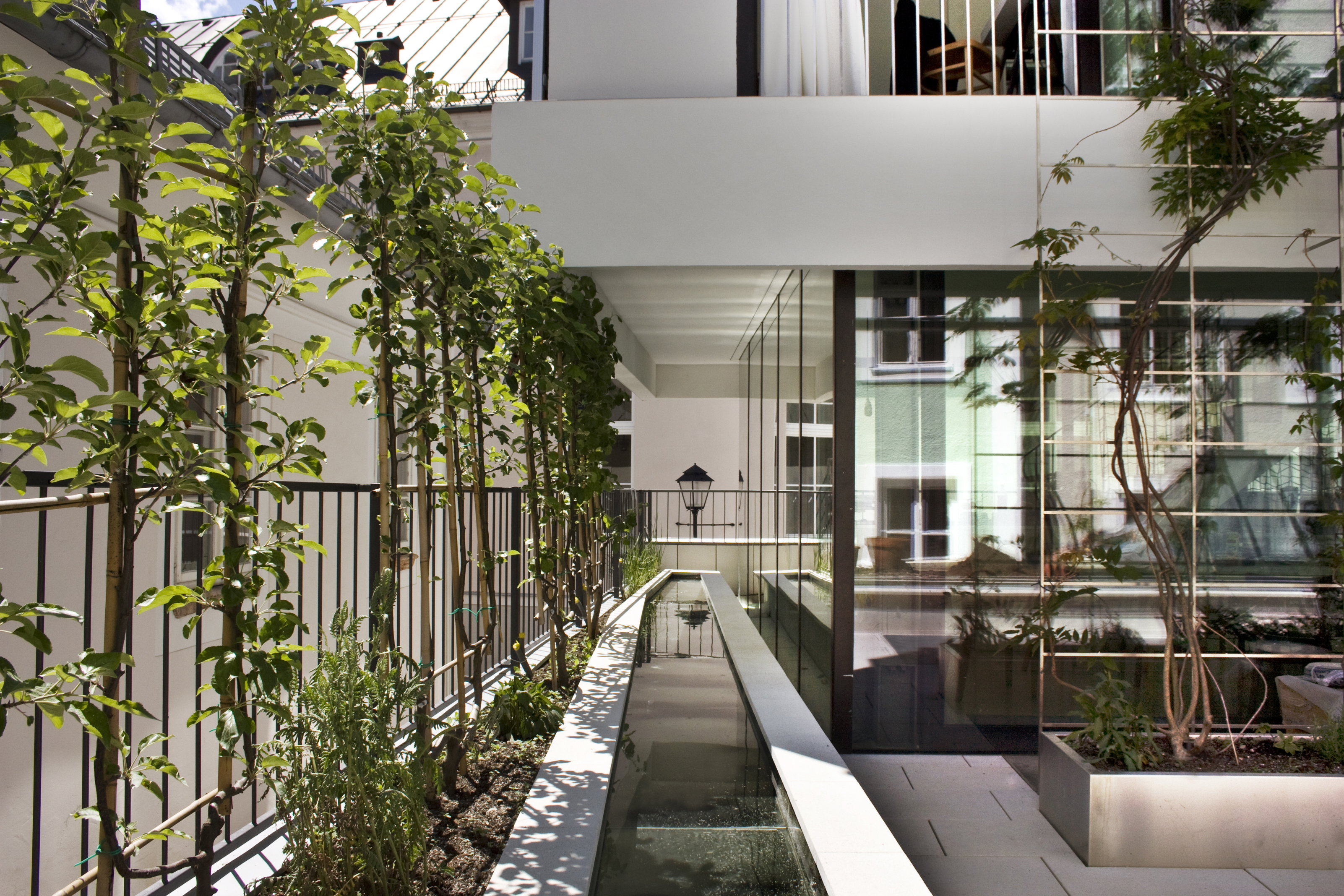
Wohn- und Atelierhaus Lechner
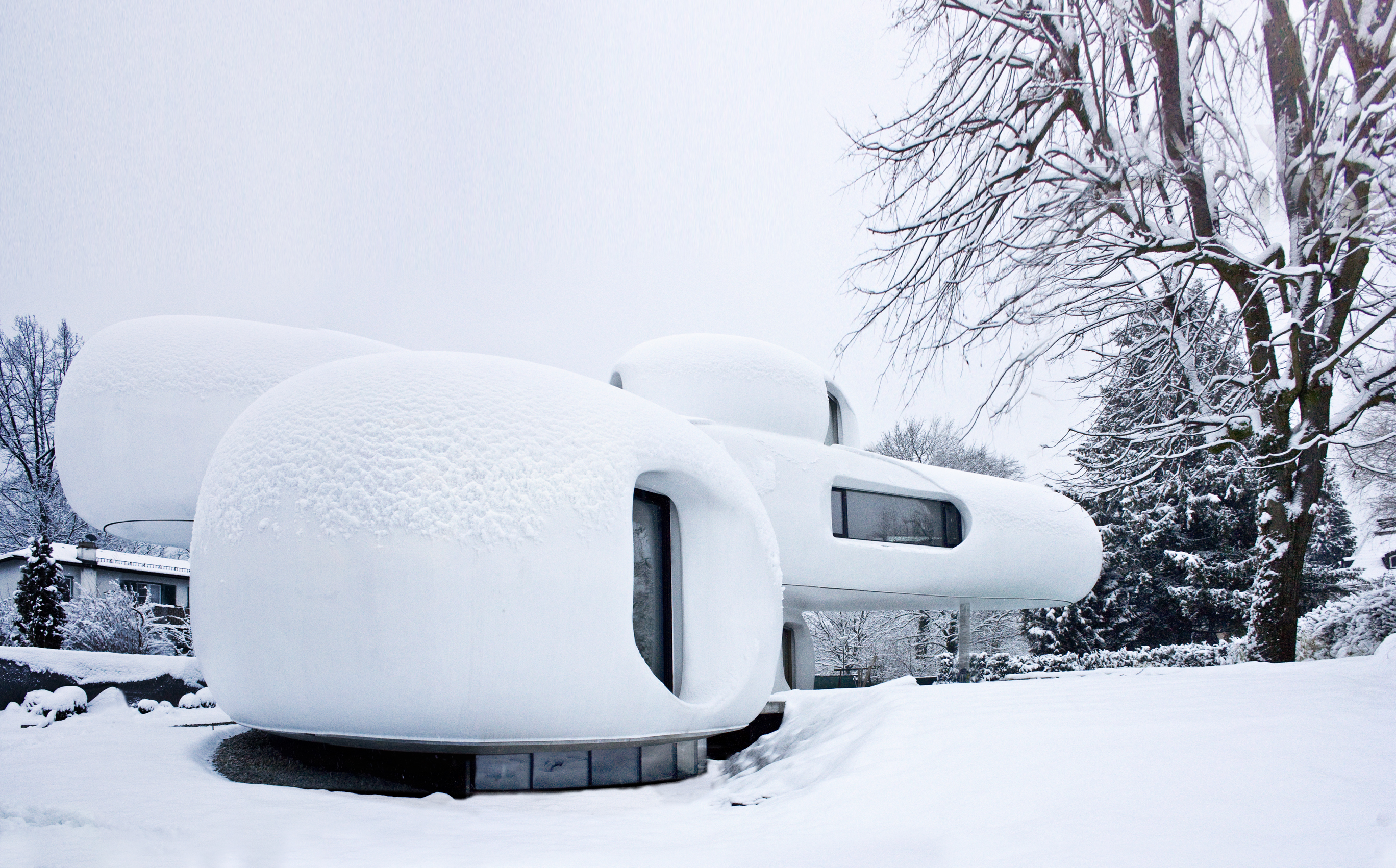
Wohnskulptur in Leopoldskron
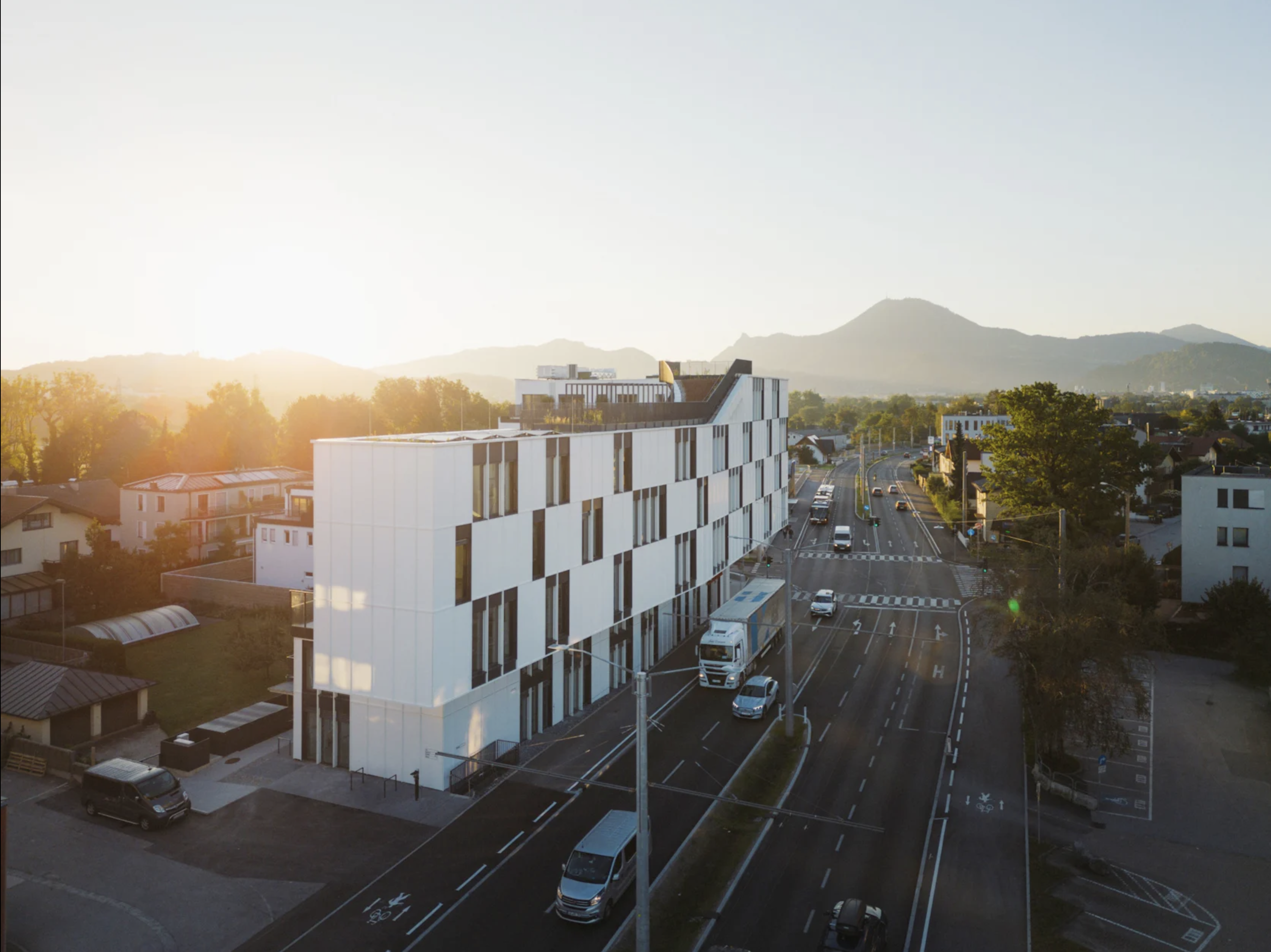
Drohnenfoto MB110 Bierbrunnen
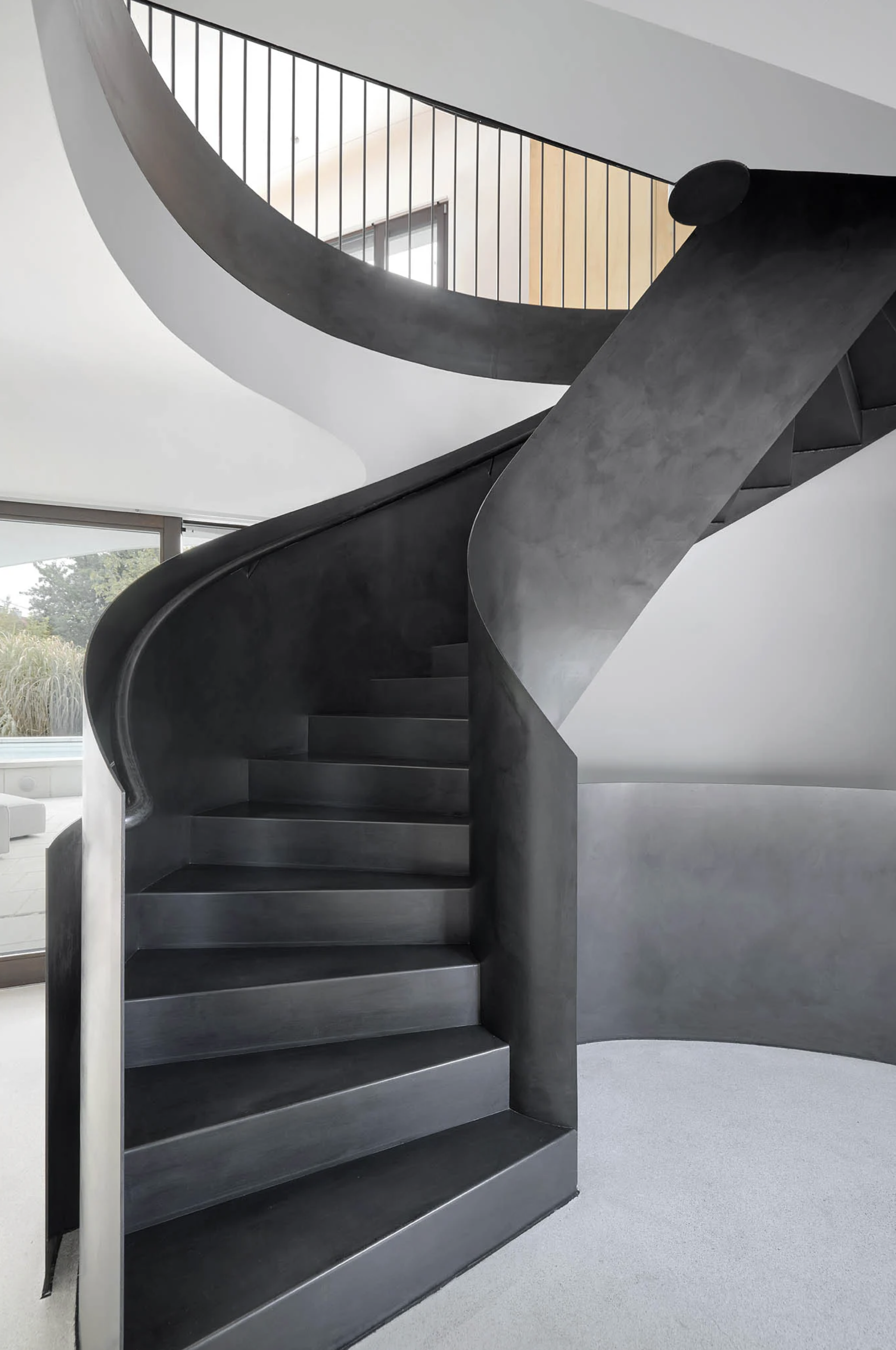
Innenansicht der amorphen Wohnskupltur
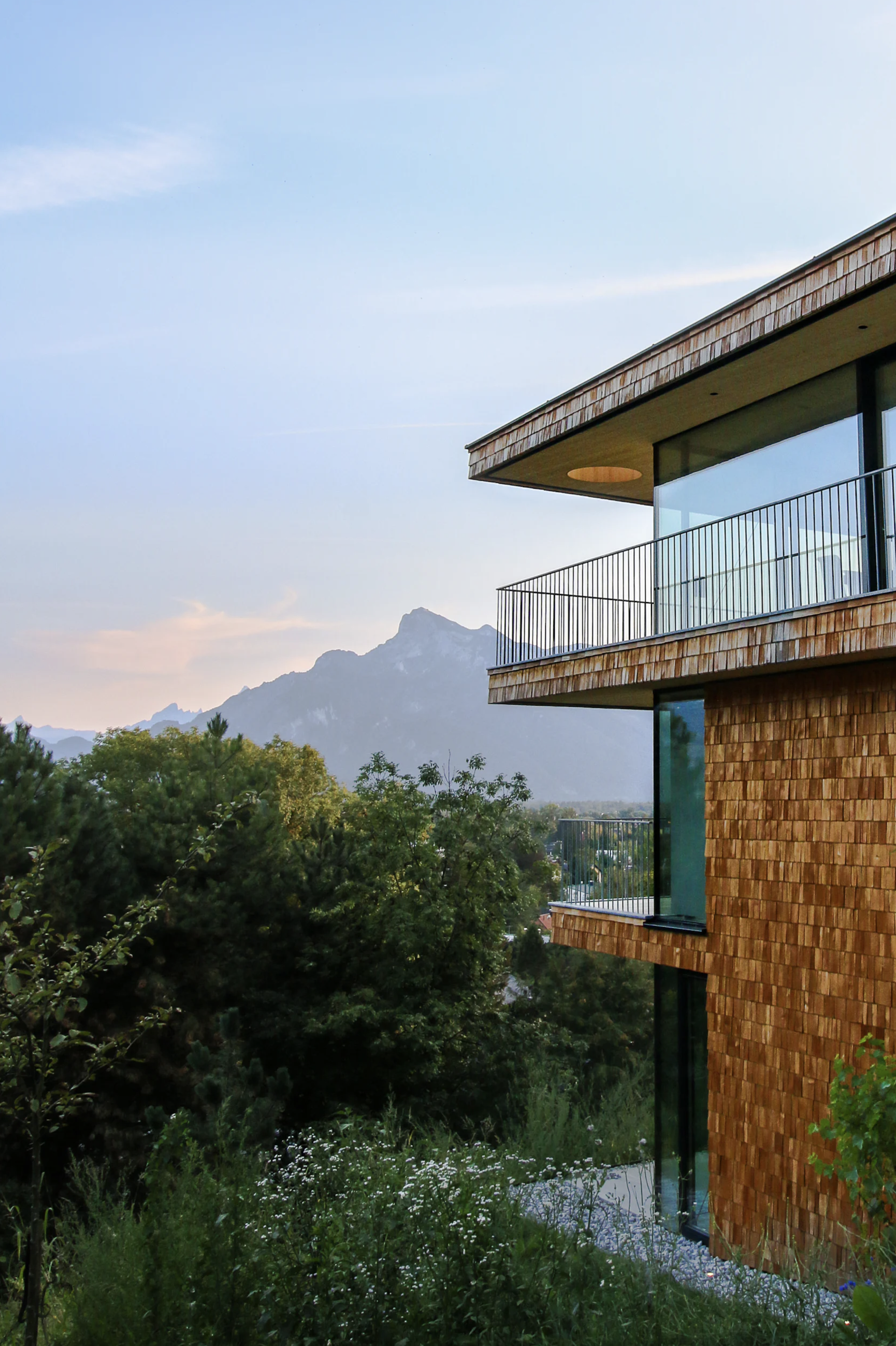
Außenfoto vom Wohnhaus Hochsitz
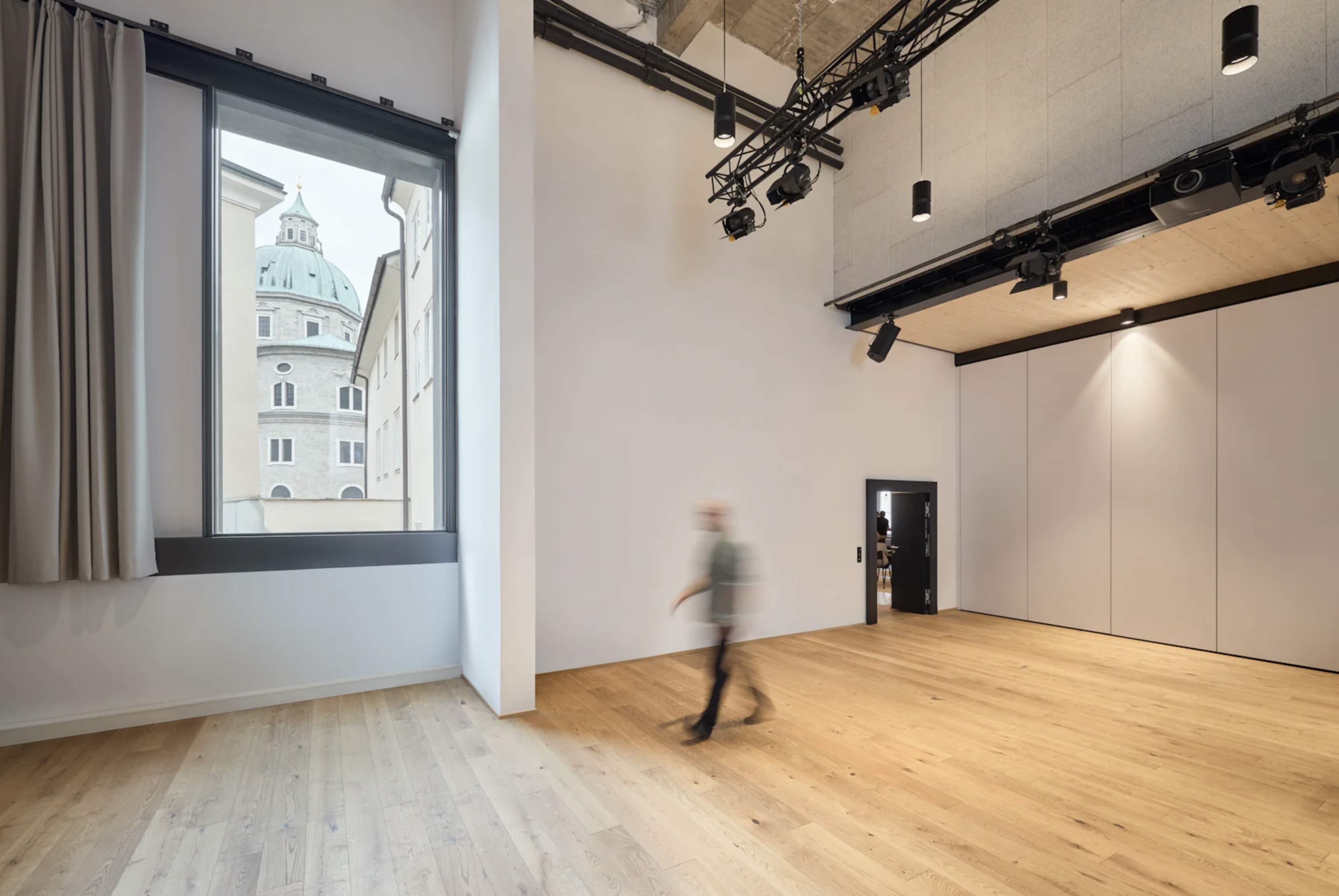
Innenfoto vom Medienhaus Kapitelsaal
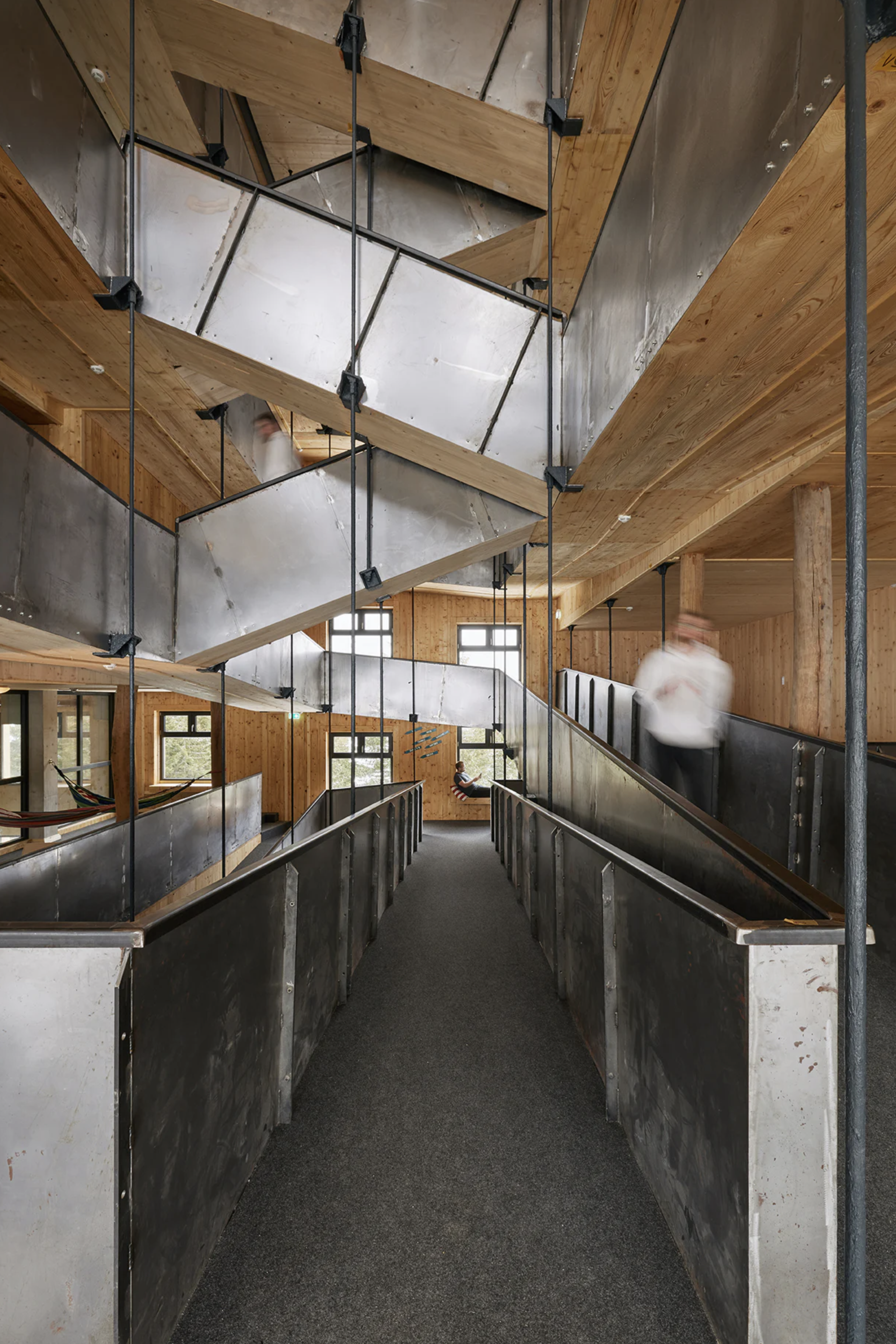
Innenfoto vom Rampenauge vom Jugendgästehaus Gerlosplatte
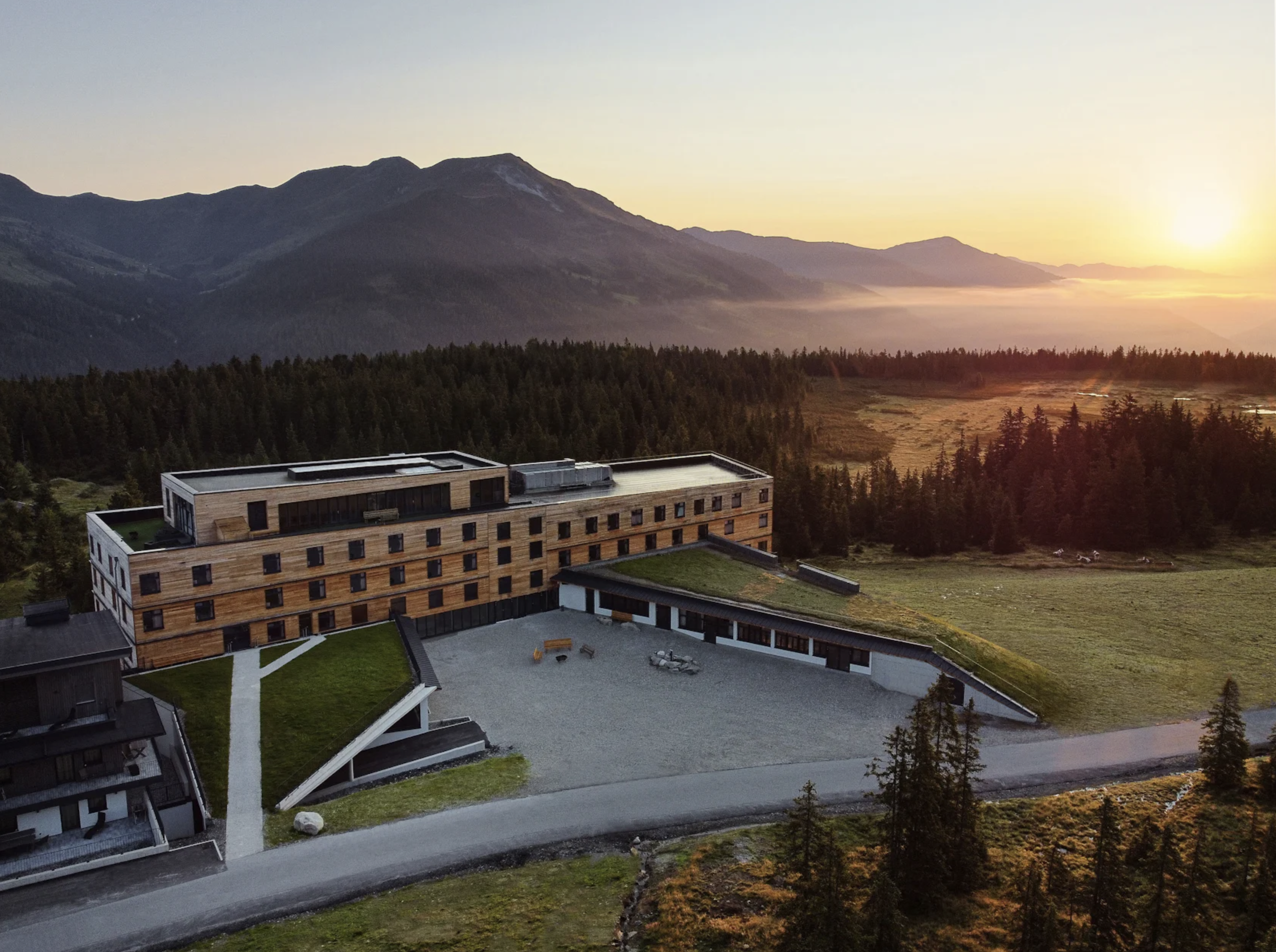
Drohnenfoto vom Jugendgästehaus Gerlosplatte
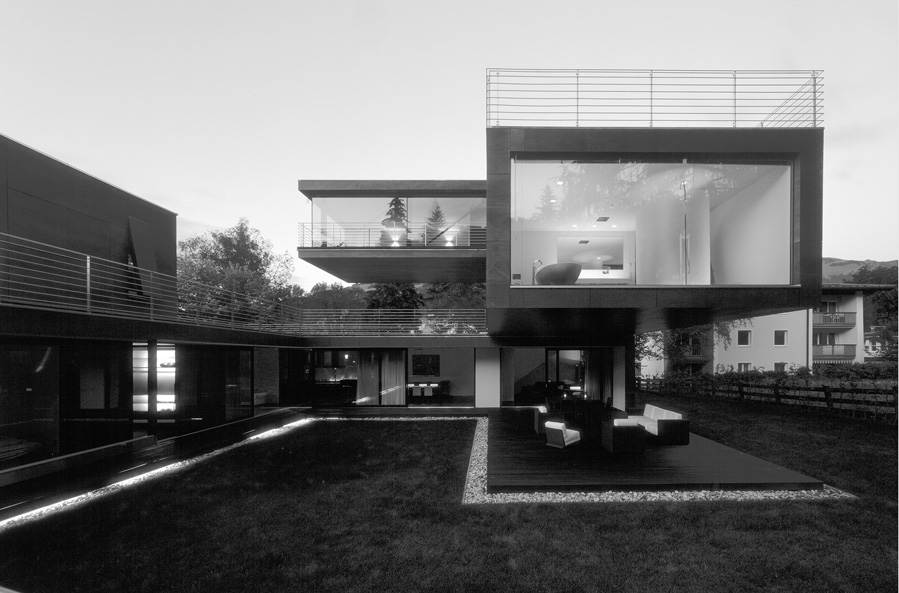
Wohnhaus in Kitzbühel
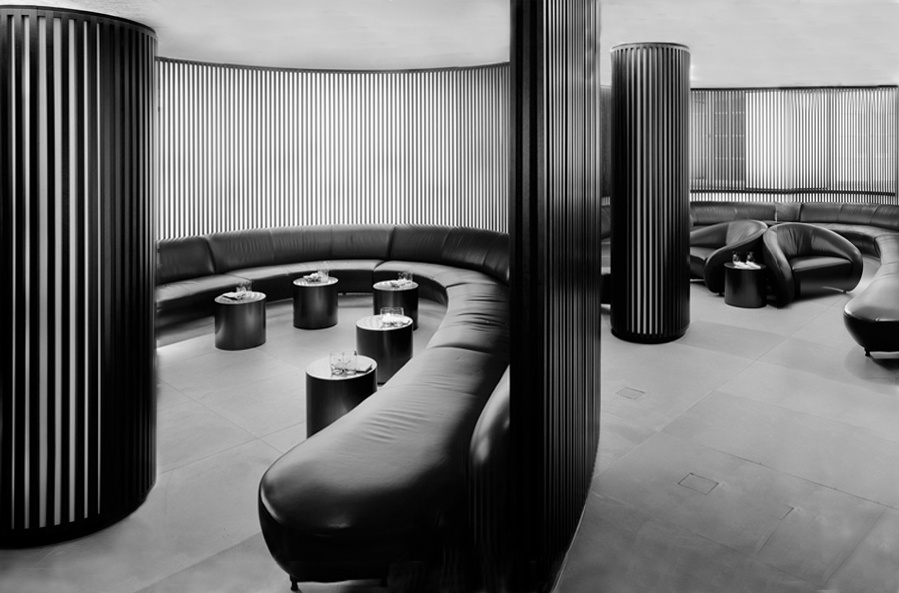
Das Carpe Diem in der Salzburger Getreidegasse
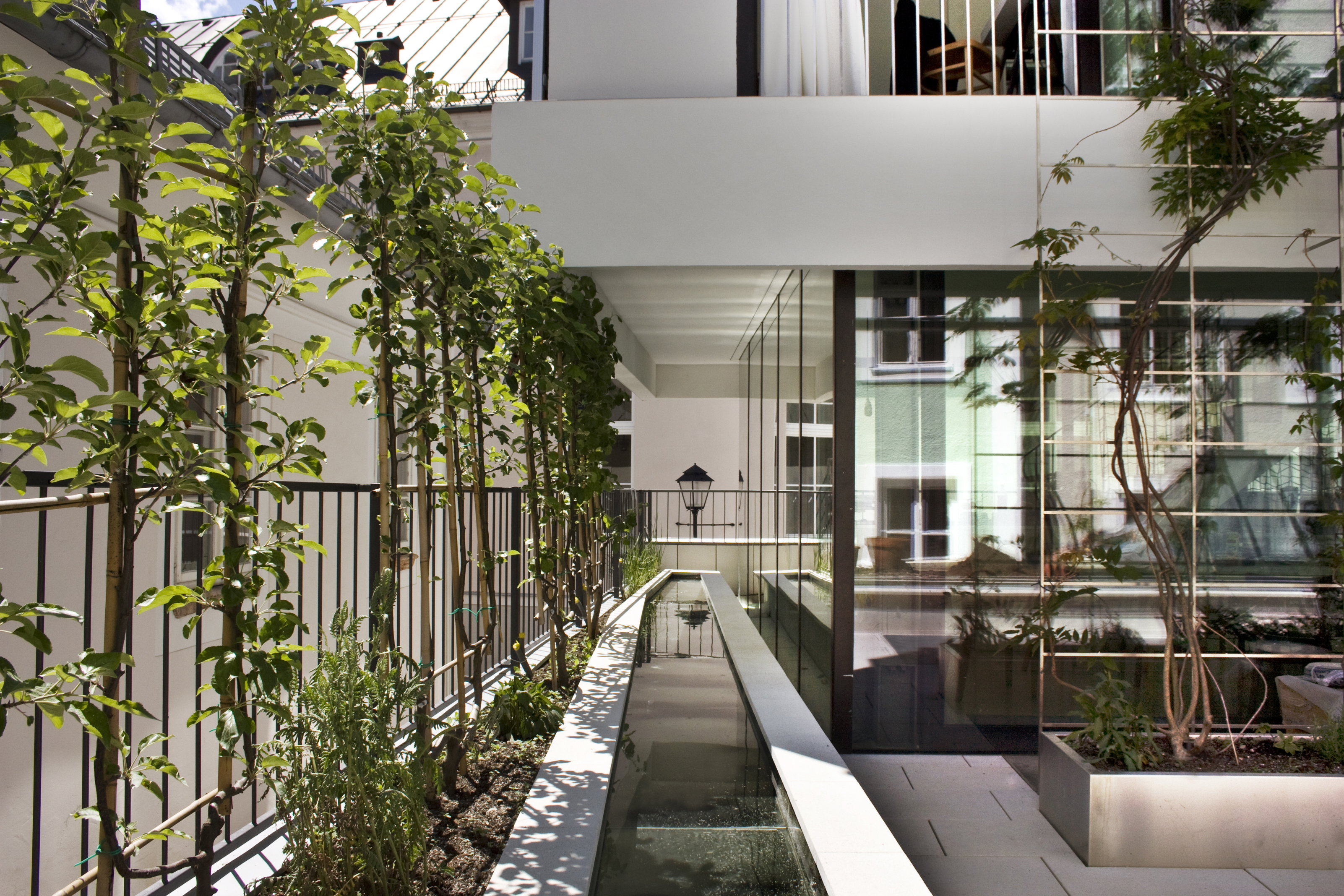
Wohn- und Atelierhaus Lechner in Salzburg
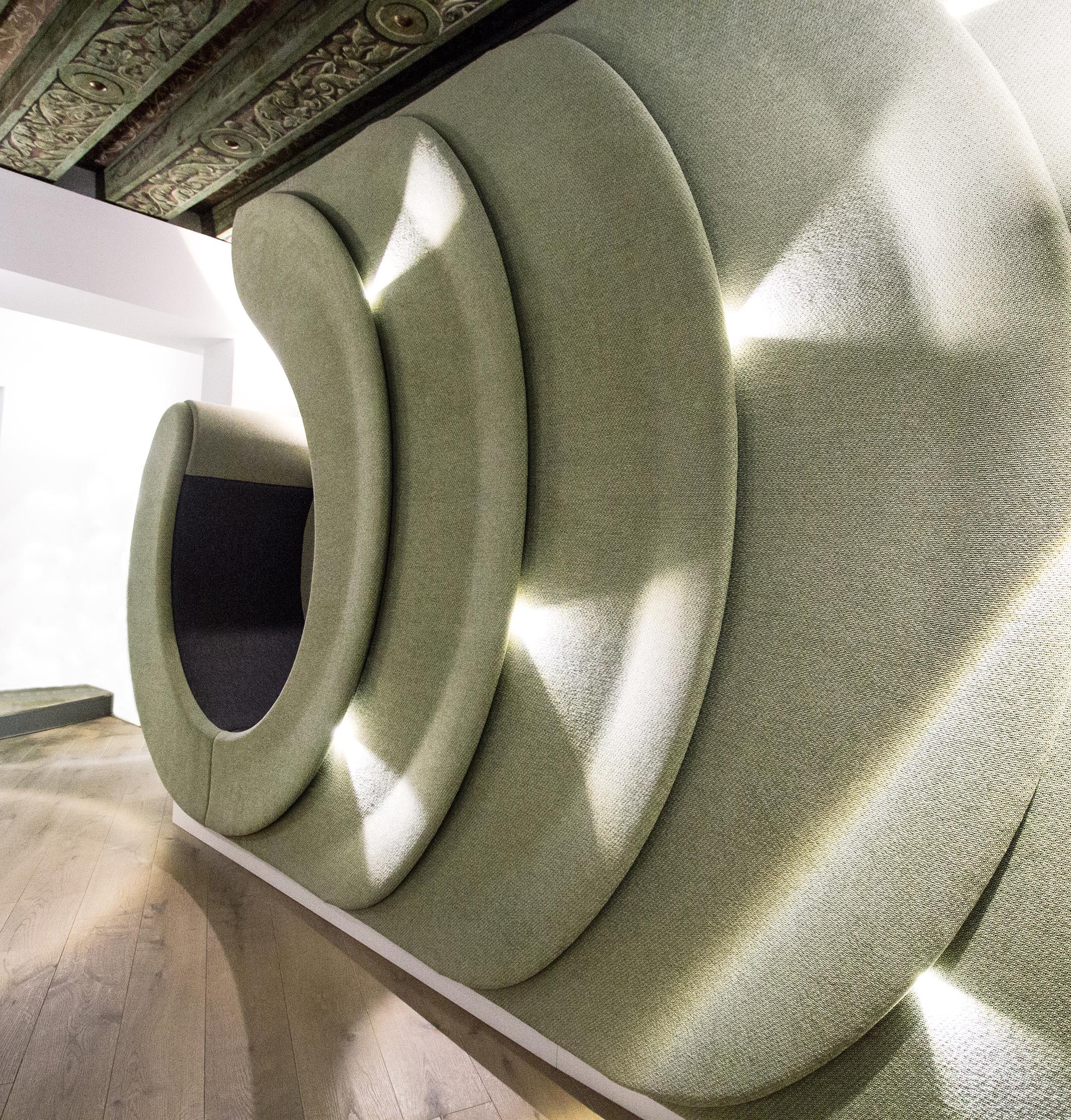
Sofawand in der Salzburger Altstadt
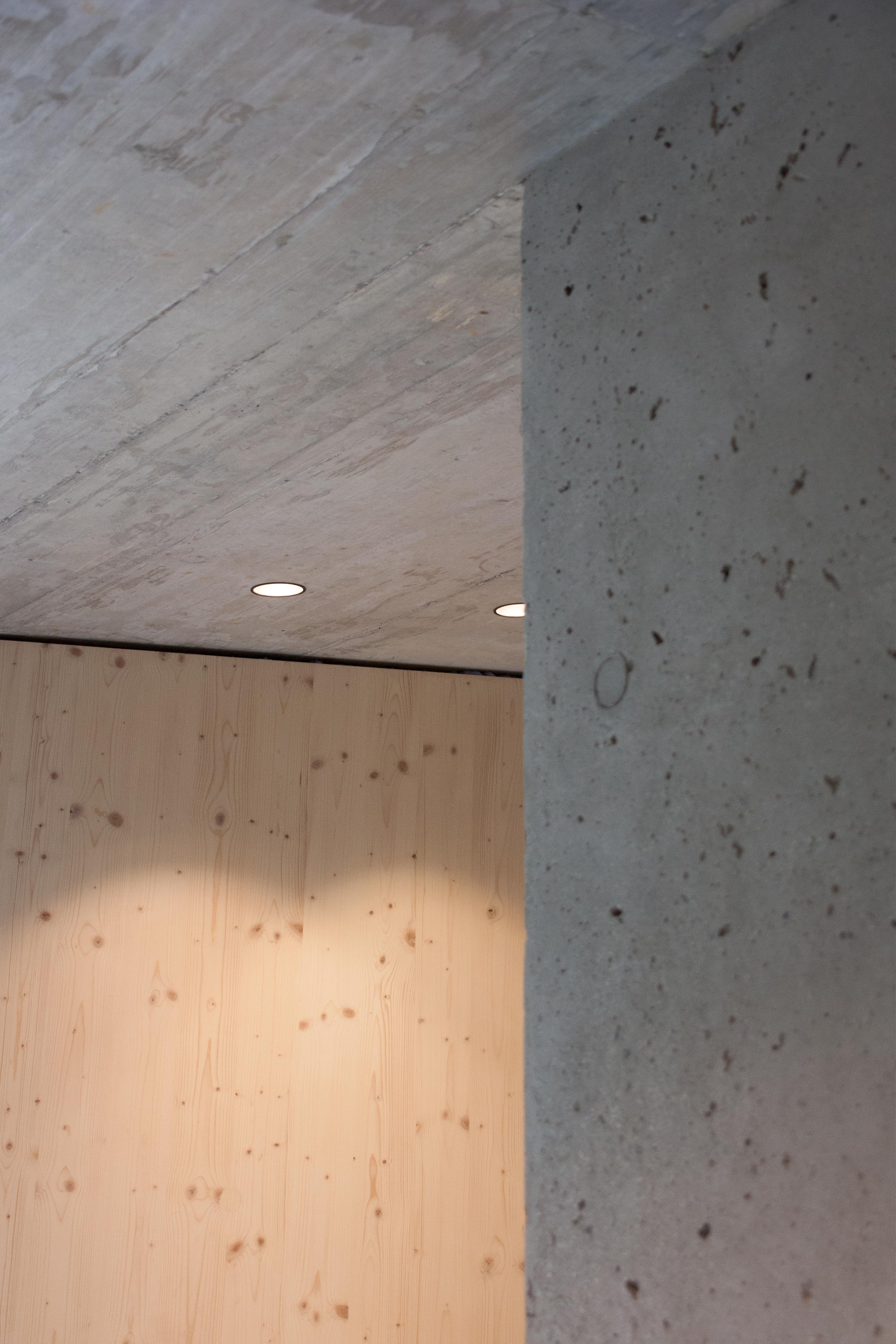
Detail Holz zu Beton
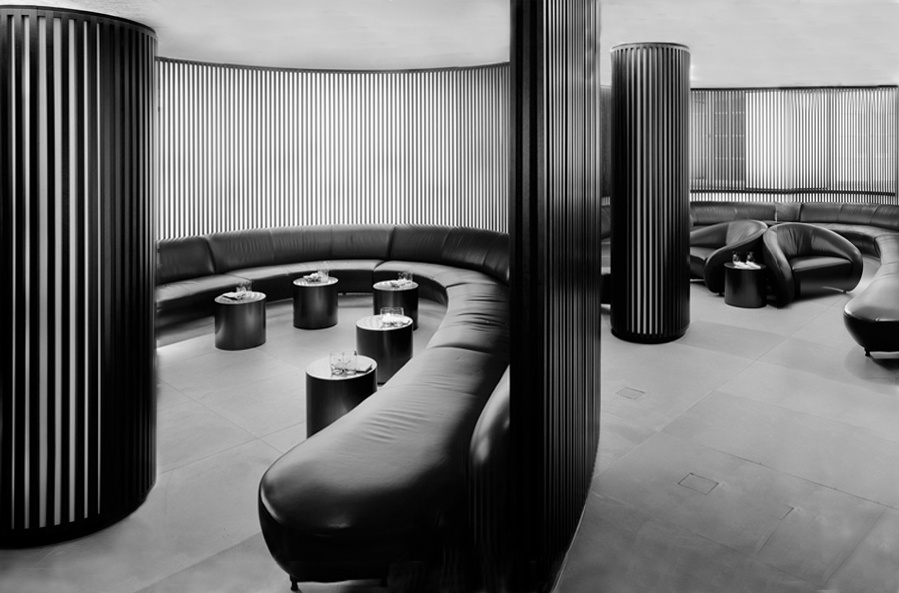
Das Carpe Diem

## Projekte (Auswahl Lechner - Lechner - Schallhammer)
- Mirfa Hotel Developement, Vereinigte Arabische Emirate
- Liwa Desert Hotel Developement, Vereinigte Arabische Emirate
- Seniorenwohnheim Hellbrunn, Salzburg
- Betreutes Wohnen – Haus Radauer, Salzburg[15]
- Wohnanlage Aglassingerstraße in Salzburg[16]
- Sitzungstisch Eugendorf[17] (Handwerkspreis 2012)[18]
- LWS Winkelhof, Salzburg - Salzburger Holzbaupreis 2019
- Generationenverwebung, Saalfelden
- NVZ Itzling, Salzburg - ARGE L -S -S Lechner - Schallhammer - Scheicher

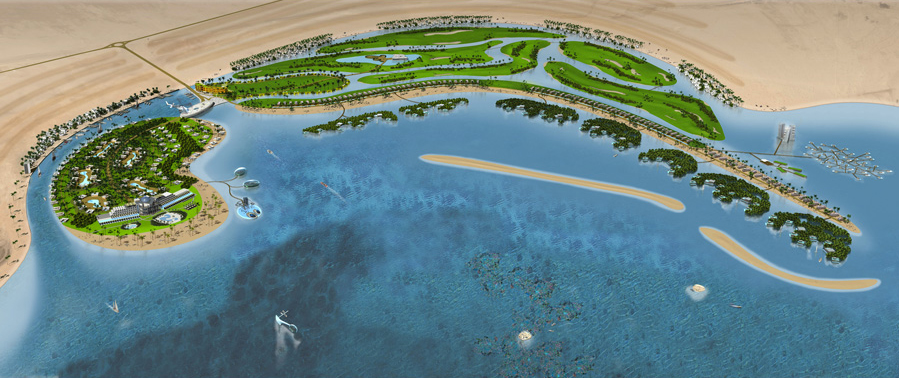
Mirfa-Hotel-Developement, VAE
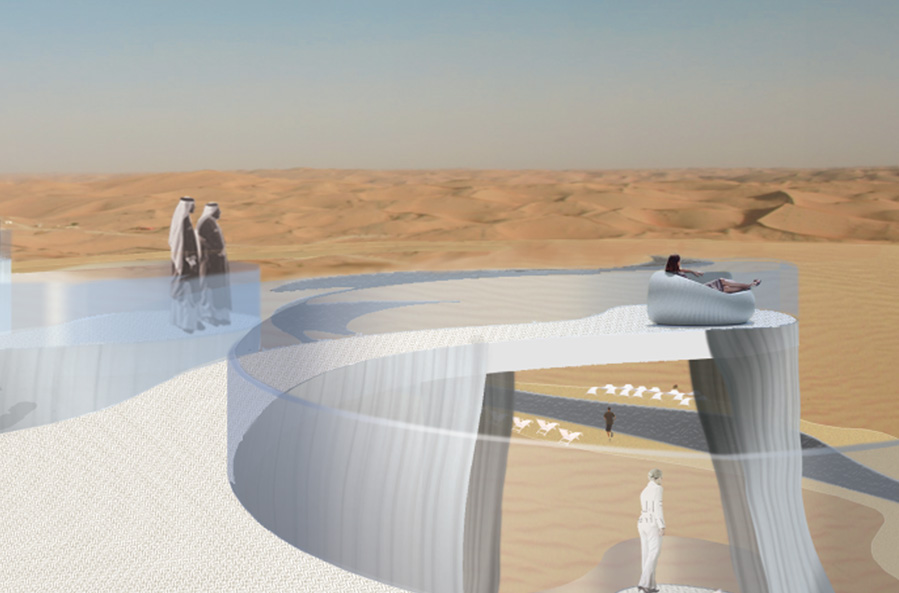
Liwa Desert Hotel Developement, VAE
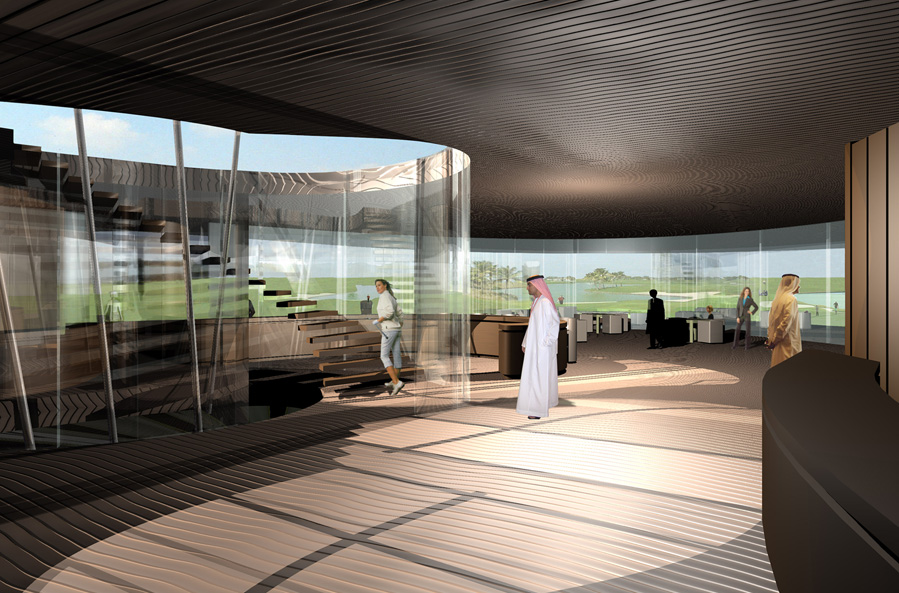
Golfclub, VAE
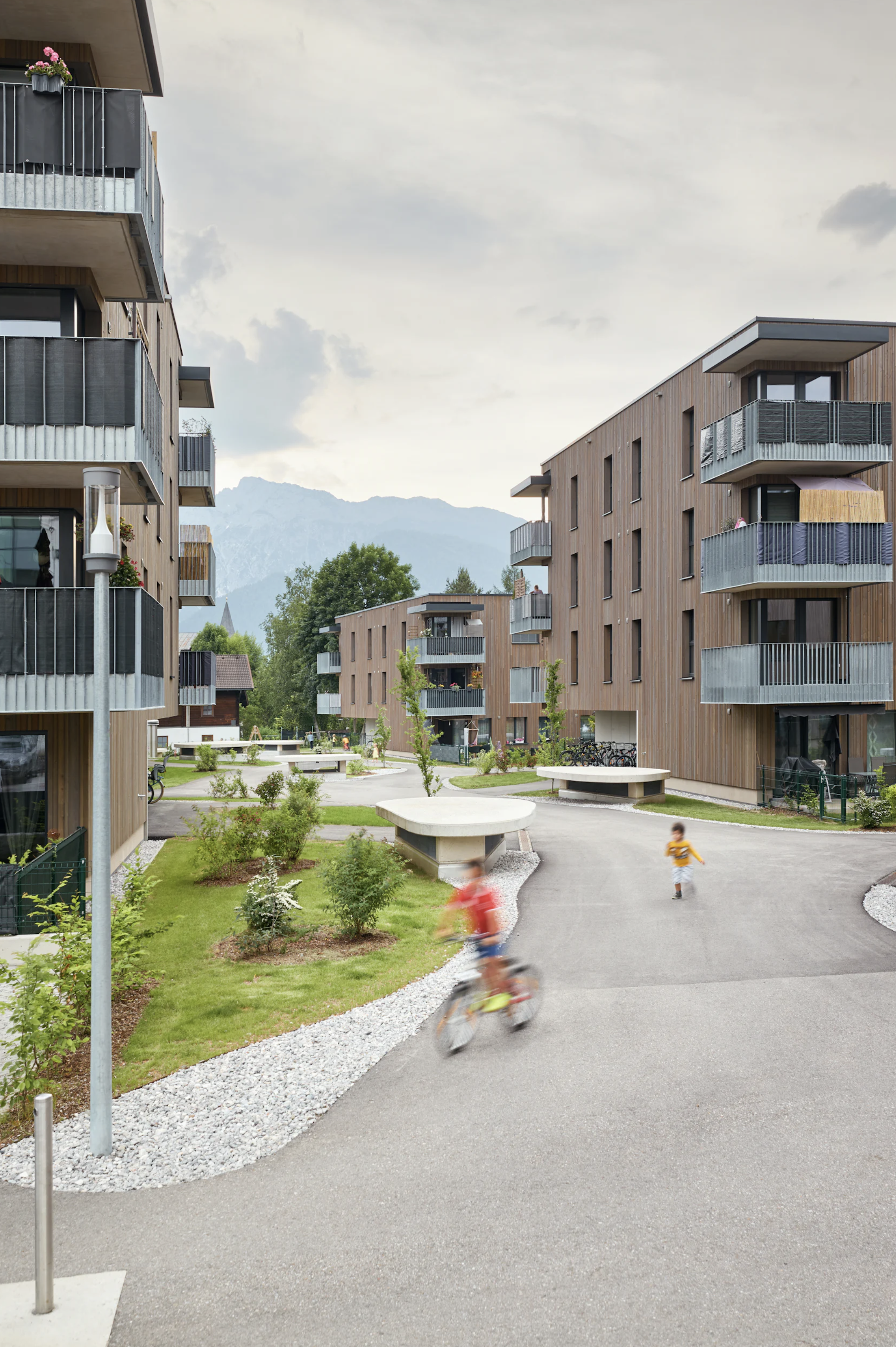
Umgebungsfoto vom Wohnbau Farmachstraße
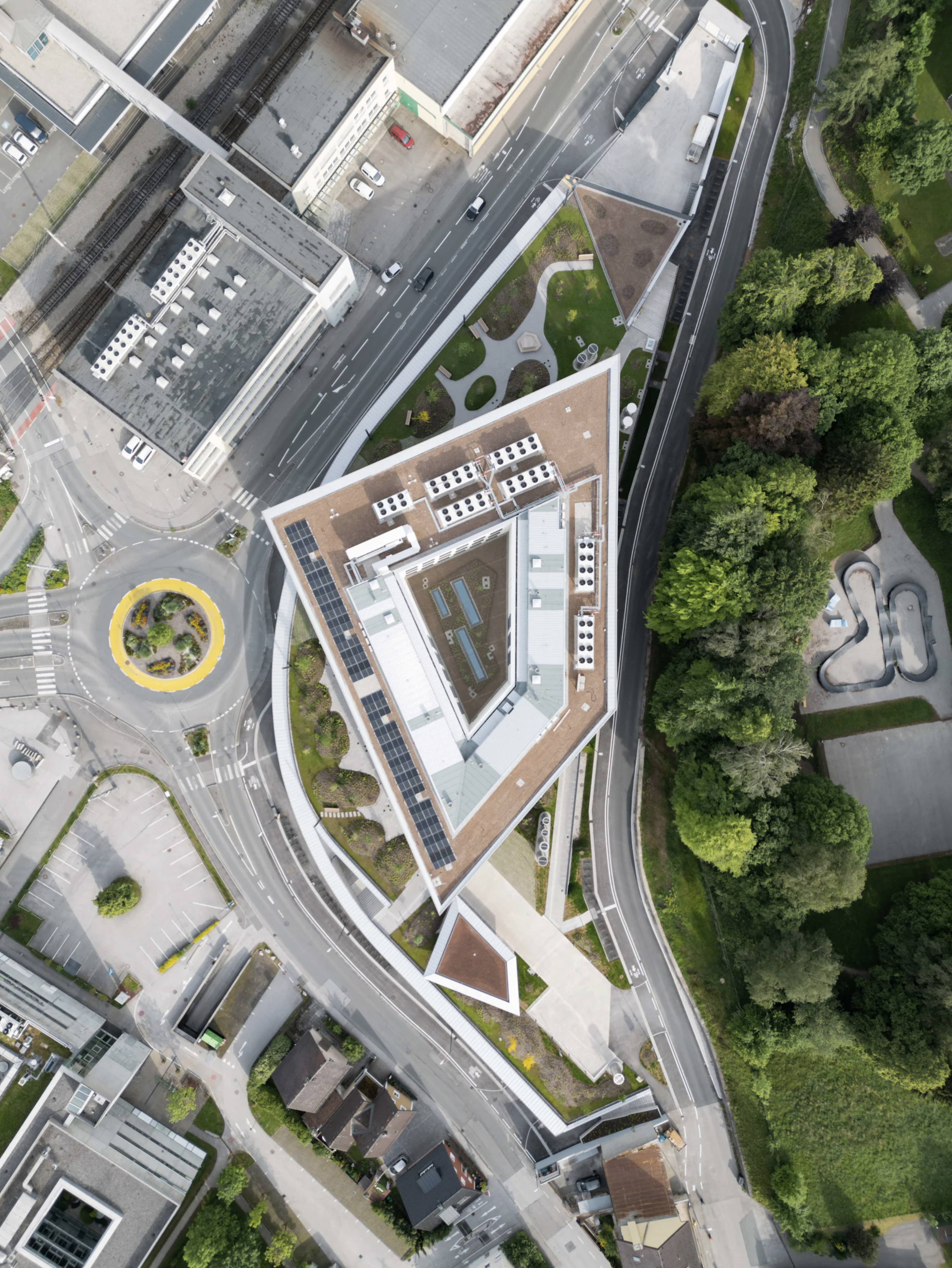
Drohnenfoto vom Nahversorgungszentrum NVZ Itzling
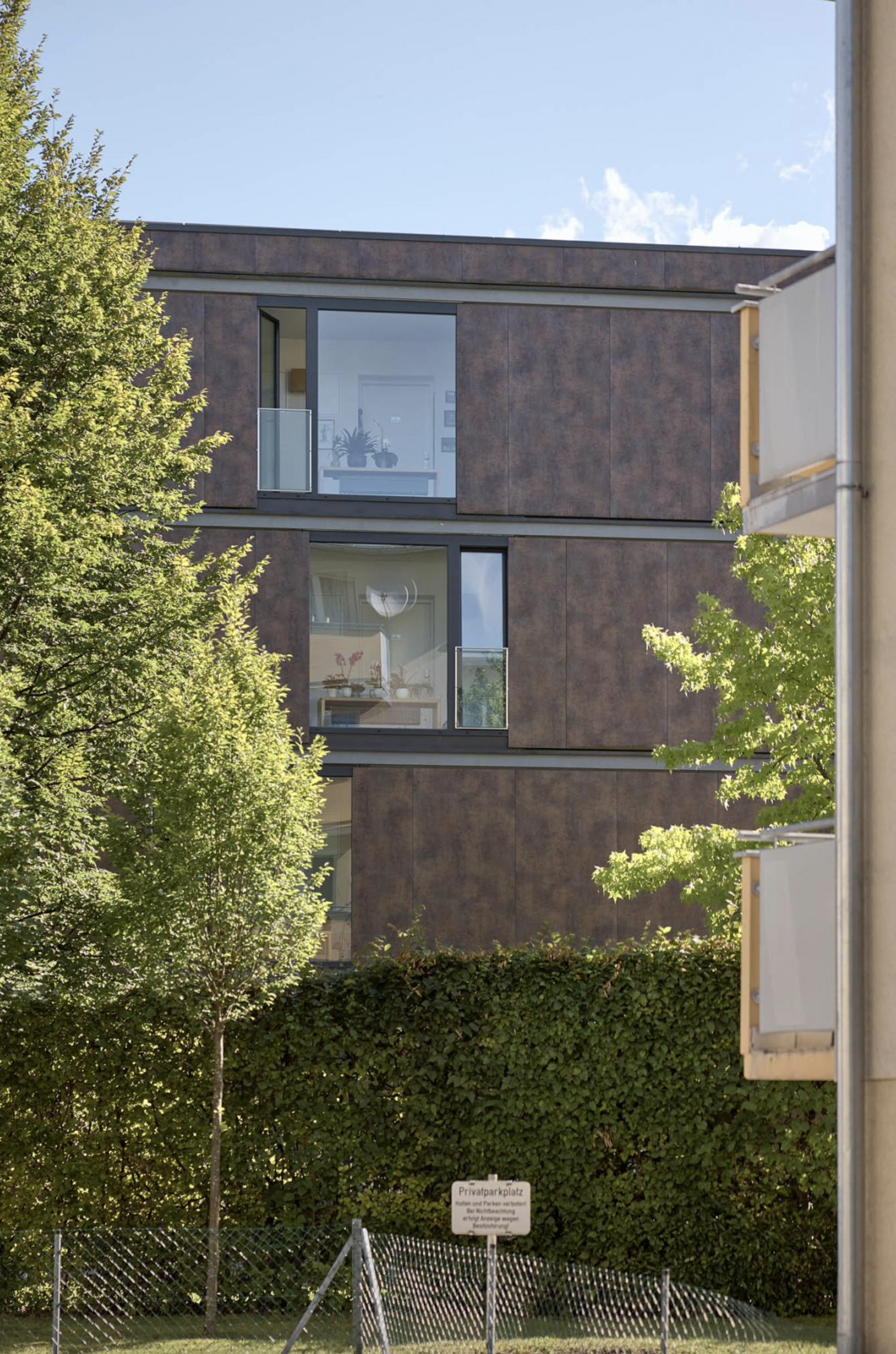
Außenansicht des Hauses Radare
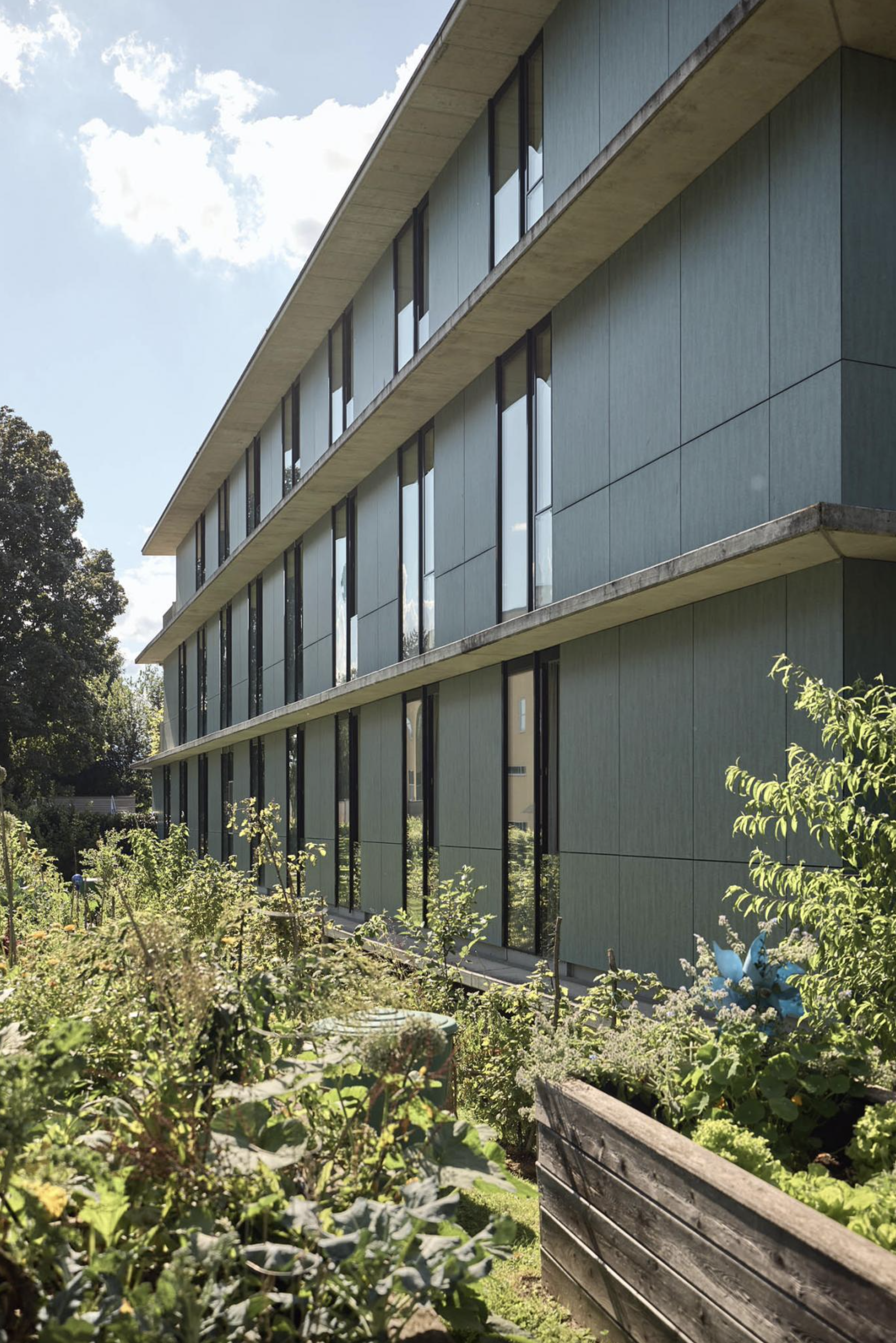
Außenansicht des Altersheim Hellbrunnerstraße
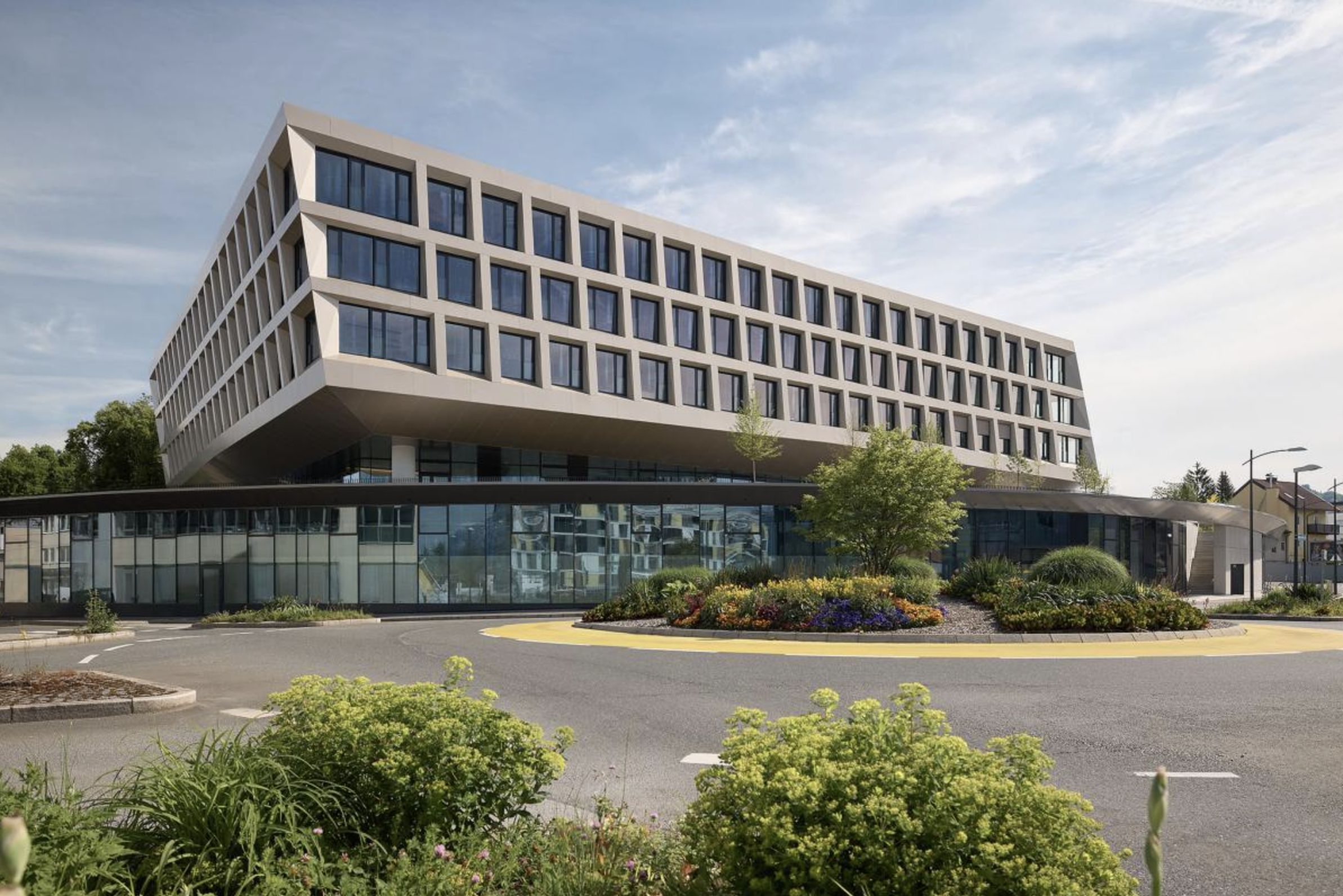
Außenansicht NVZ
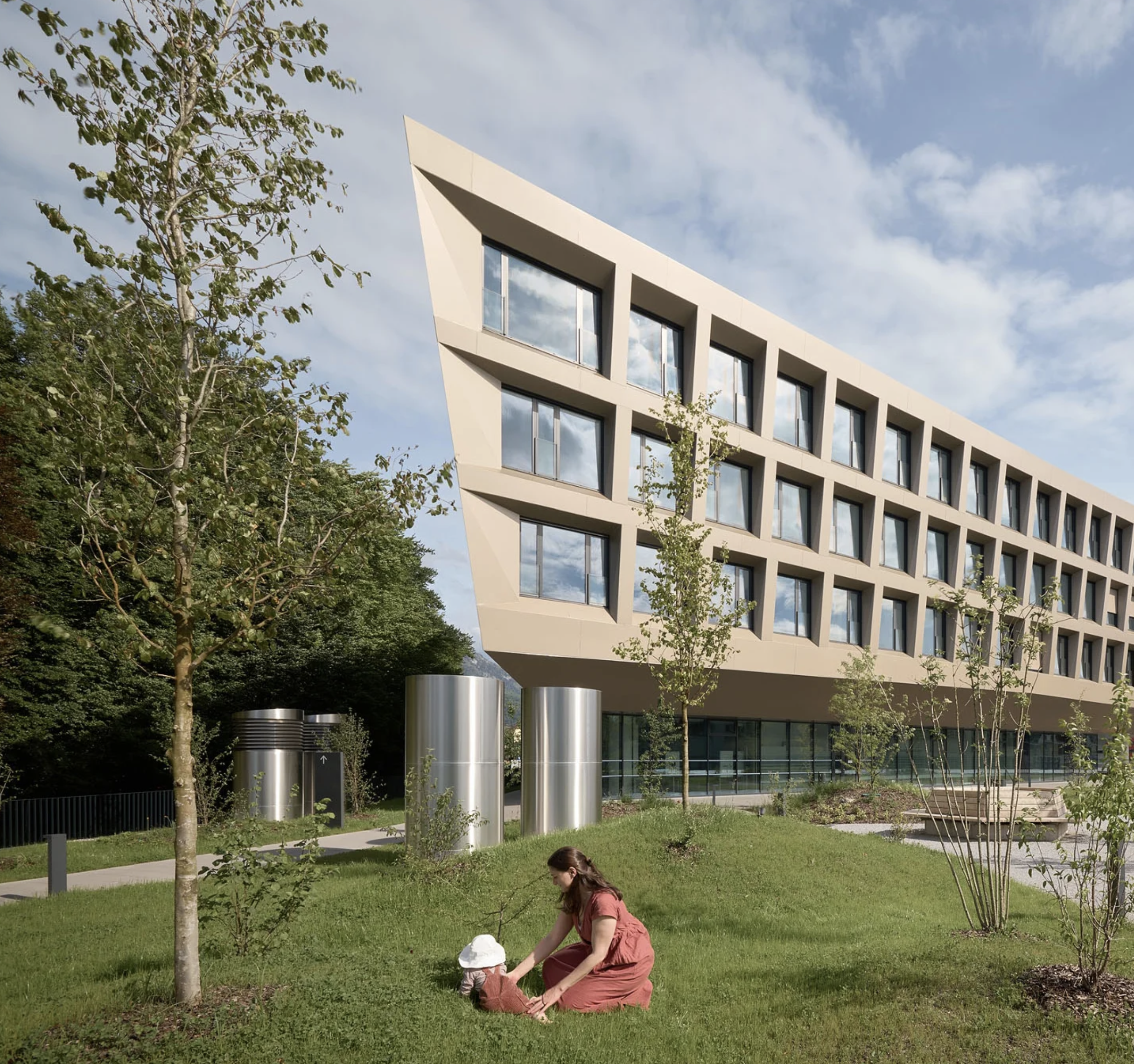
NVZ Landschaftsebene
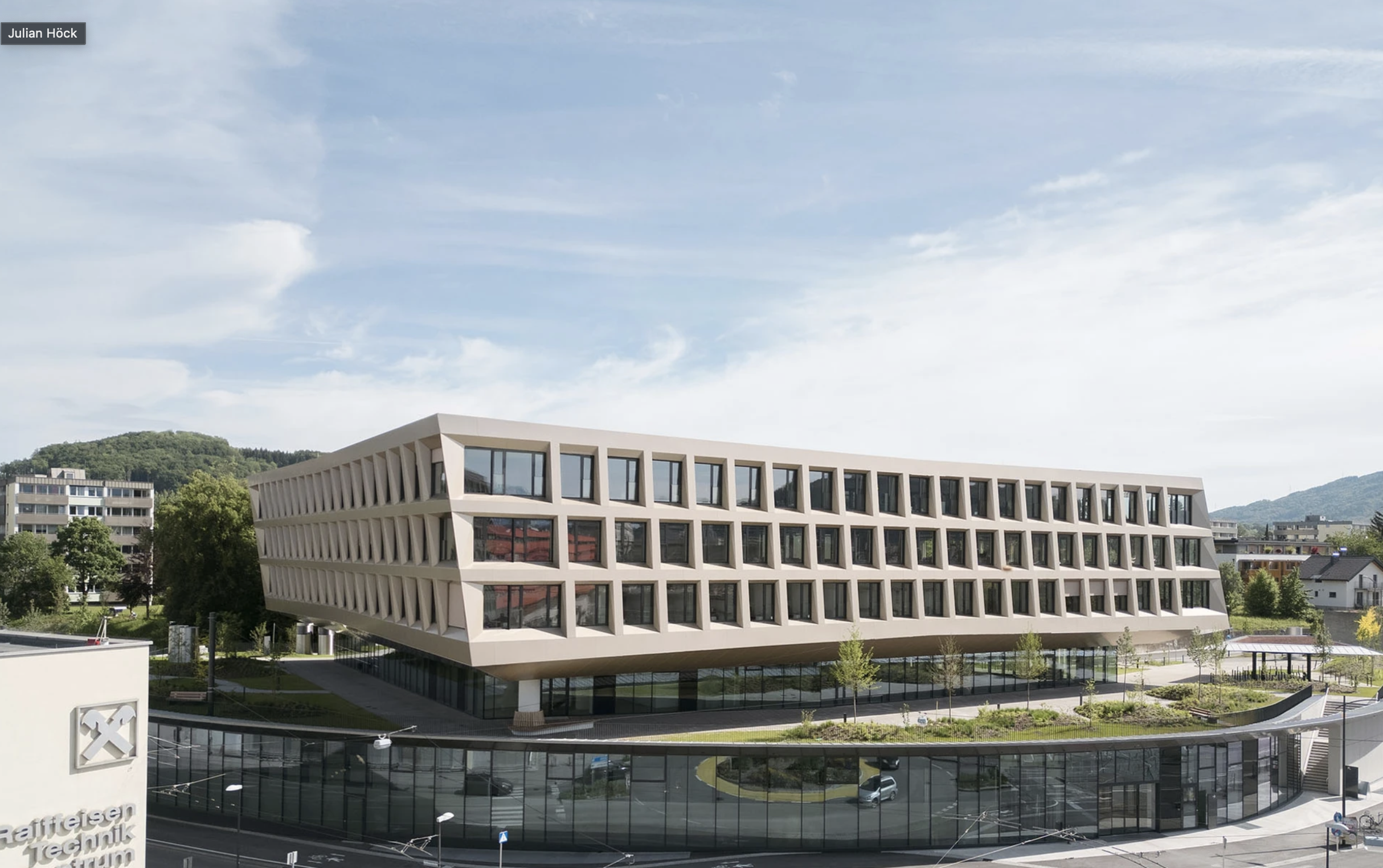
NVZ Drohnenfoto
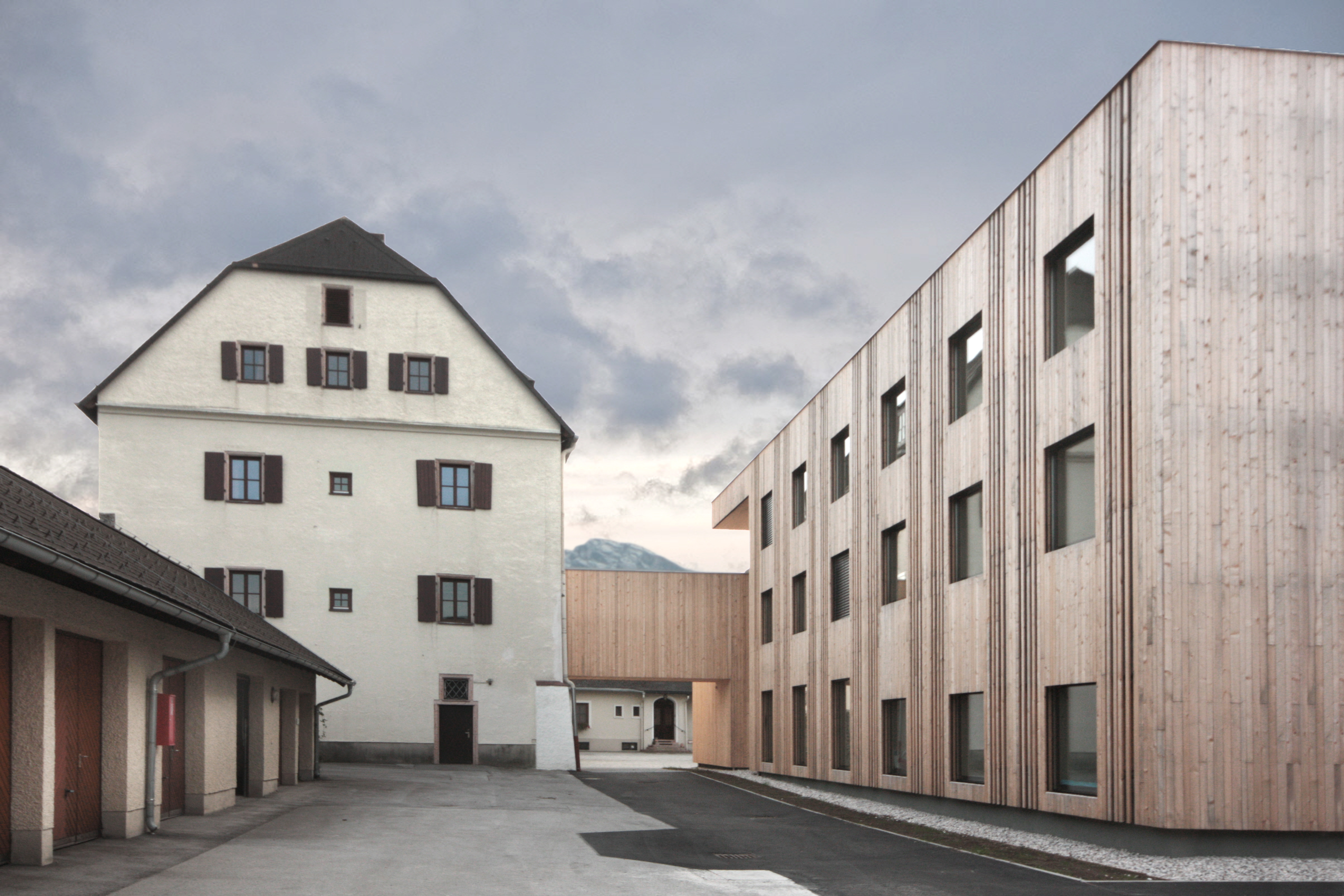
Lechner – Lechner – Schallhammer – LWS Winklhof Oberalm

## Auszeichnungen

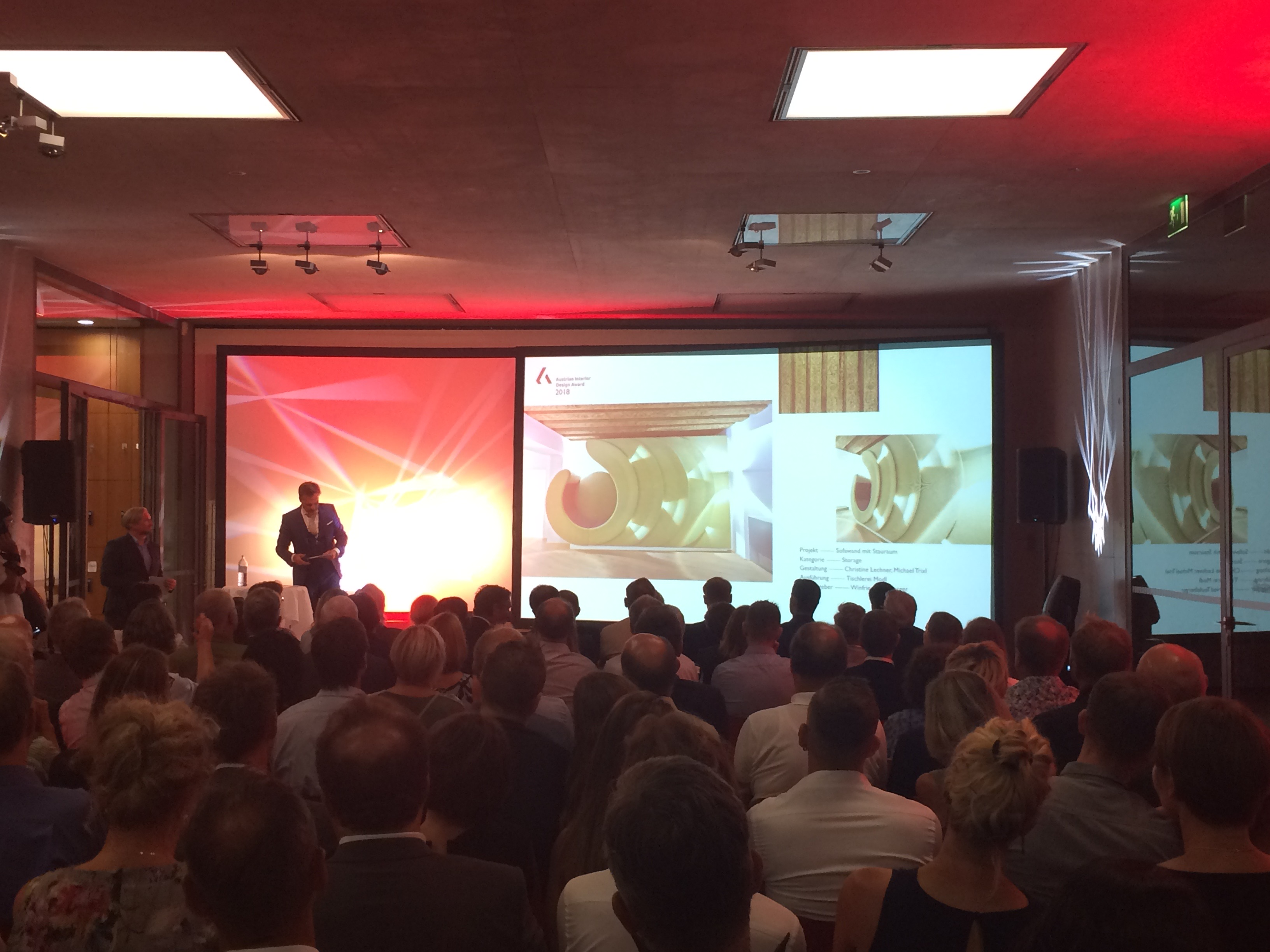
Verleihung des Austrian Interior Architecture Award 2018 durch Tarek Leitner

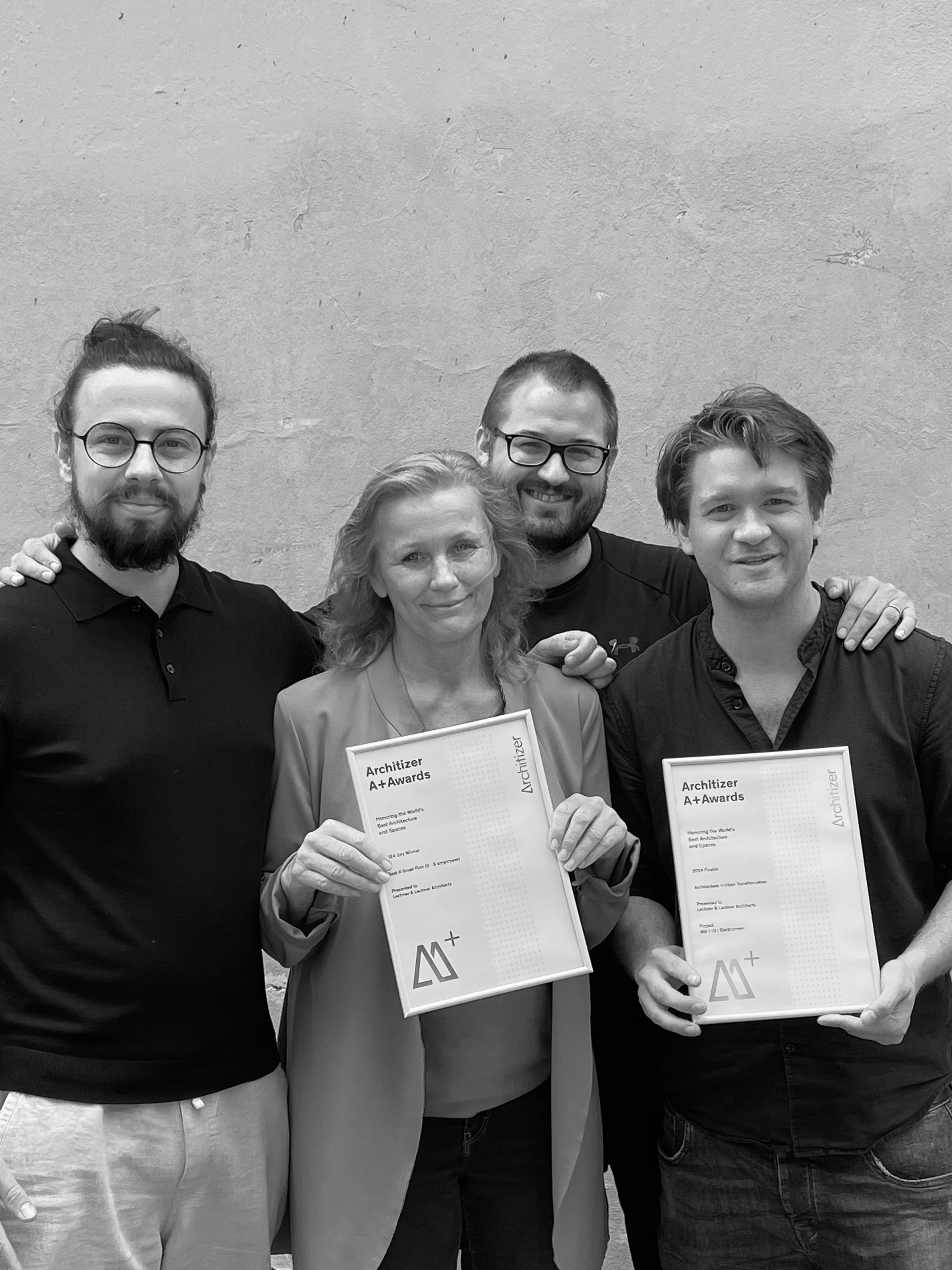
Lukas Ployer, Christine Lechner, Paul Lechner & Horst Lechner mit dem Architizer A+ Award 2024 für Lechner & Lechner.

- 1987 Designauszeichnung „Ausgewählt“ vom österreichischen Institut für Formgebung
- 1995 Korea Institute of Industrial Design Certificate of Appreciation of the international cooperation project for development of industrial design and packaging technique.
- 1998 Architekturpreis 2001 der Reiners Stiftung, „Die besten Einfamilienhäuser“ – Deutschland Österreich Schweiz
- 2000 Architekturpreis 2000 der Reiners Stiftung, „Bauen mit Holz“ – Deutschland Österreich Schweiz
- 2000 Auszeichnung im Rahmen des Architekturwettbewerbs „Architektur & Solarenergie“ der Deutschen Gesellschaft für Sonnenenergie;
- 2000 Anerkennung für Wohnhaus in Hallein-Rif beim Architekturpreis des Landes Salzburg (gemeinsam mit Horst Lechner)[19]
- 2000 Auszeichnung „Haus der Zukunft“ vom Bundesministerium für Verkehr, Innovation und Technologie
- 2001 Architekturpreis der Reiners Stiftung, „Die besten Einfamilienhäuser“ – Deutschland Österreich Schweiz
- 2004 Landes Energiepreis Salzburg Haus Achleitner & Fuchs
- 2004 Landes Energiepreis Salzburg Haus Schörghofer
- 2008 Architekturpreis 2008 der Reiners Stiftung „Spektakuläre Häuser“ – Deutschland Österreich Schweiz
- 2010 Nominierung zum österreichischen Bauherrenpreis für das Projekt Haus Radauer[20]
- 2010 Architekturpreis des Landes Salzburg für Wohnhaus und Büro, Priesterhausgasse 18, Salzburg (gemeinsam mit Horst Lechner)[19]
- 2011 Nominierung zum österreichischen Bauherrenpreis für das Projekt Wohn- und Atelierhaus Lechner[21]
- 2012 Handwerkspreis der Wirtschaftskammer für den, von der Tischlerei Elsenwenger ausgeführten, Sitzungstisch Eugendorf[22]
- 2016 Salzburg bist du großer Töchter – Auszeichnung für Christine Lechner
- 2018 Austrian Interior Architecture Award
- 2019 Holzbaupreis Salzburg für das Projekt LWS Winklhof[23]
- 2019 Auszeichnung beim VCÖ-Mobilitätspreis Salzburg für Mobilitätskonzept des Projekt MB110 – Wohn und Geschäftshaus[24]
- 2021 Nominierung zum österreichischen Bauherrenpreis für das Projekt Jugendgästehaus Gerlosplatte[25]
- 2022 BigSEE Architecture Award 2022 – Winner[26]
- 2022 BigSEE Wood Design Award 2022 – Winner[27]
- 2022 BigSEE Tourism Design Award 2022 – Winner[28]
- 2022 Architizer Award – Finalist – Architecture +Affordable Design[29]
- 2022 Architizer Award – Finalist – Architecture +Stairs[30]
- 2022 BUILD Excellence Award in Sustainable Design – Best Hospitality Project (Austria)[31]
- 2023 LIV Hospitality design award – Winner in Architectural Design Hostel[32]
- 2023 London International Design Competition LICC – Finalist BUILD (Architecture)[33]
- 2024 BIG SEE Interior Architecture Award
- 2024 BIG SEE Architecture Award
- 2024 Rosenheimer Holzbaupreis[34]
- 2024 Architizer A+ Award – Finalist – Architecture + urban transformation
- 2024 Architizer A+ Award – Winner – Best X-Small Firm[35]

## Nachweise
1. ↑  Leidenschaft fürs urbane Leben. In: drehpunktkultur.at. Abgerufen am 14. April 2024.
2. ↑  Statuten des Salzburger Landesarchitekturpreises. (Memento vom 4. März 2016 im Internet Archive) In: salzburg.gv.at
3. ↑  Jurybegründung Salzburger Architekturpreis 2010 (Memento vom 5. Mai 2013 im Internet Archive) In: initiativearchitektur.at
4. ↑  Haus in Leopoldskron sorgt für Gesprächsstoff. In: Salzburger Nachrichten. 3. Oktober 2012, abgerufen am 14. April 2024.
5. ↑  Rosa Stiege mitten im Wald. In: Salzburger Nachrichten. 12. Juni 2013, abgerufen am 14. April 2024.
6. ↑  Beton ist nicht das Kriterium. In: drehpunktkultur.at. Abgerufen am 14. April 2024.
7. ↑  Home. In: salzburgLiVE.com. Abgerufen am 14. April 2024.
8. ↑  Ihr Partner für Baustoffe und Betonteile. In: Leube. Abgerufen am 14. April 2024 (amerikanisches Englisch).
9. ↑  Nachverdichtung in Salzburg: Architekturbüro lechner & lechner präsentiert Bierbrunnen-Projekt. In: Salzburger Nachrichten. 16. Juli 2024, abgerufen am 5. September 2024.
10. ↑  Möbel in der Landschaft. In: architektur im netz, nextroom.at.
11. ↑  over the roofs. In:  nextroom.at.
12. ↑  Wohn- und Atelierhaus Lechner. In: verbund.com, 31. Januar 2012
Wohnhaus und Büro Priesterhausgasse. In:  nextroom.at.
13. ↑  Architekturpreis 2010: fasch & fuchs, Lechner & Lechner (Memento vom 1. November 2012 im Internet Archive) (PDF-Datei; 221 kB), salzburg.gv.at
14. ↑  Haus in Leopoldskron sorgt für Gesprächsstoff, Salzburger Nachrichten, 4. Oktober 2012
15. ↑  Betreutes Wohnen. In: architektur im netz, nextroom.at.
16. ↑  Wohnanlage Aglassingerstraße. In:  nextroom.at.
17. ↑  Sitzungszimmer der Gemeinde Eugendorf. In: Salzburger Nachrichten: Salzburgwiki.;
Der neue Sitzungstisch der Gemeinde Eugendorf. (Memento vom 2. Januar 2015 im Internet Archive) In: holzcluster.at
18. ↑  Wirtschaftskammer Österreich. In: portal.wko.at. Ehemals im Original (nicht mehr online verfügbar); abgerufen am 14. Februar 2016. (Seite nicht mehr abrufbar. Suche in Webarchiven)
19. 1 2  Architekturpreis Land Salzburg – Architekturpreisträger 1975–2012 (Memento vom 30. Juni 2013 im Internet Archive) In: salzburg.gv.at
20. ↑  Betreutes Wohnen – Haus Radauer, lechner – lechner – schallhammer – Salzburg (A). In: nextroom-architektur im netz. Abgerufen am 14. April 2024.
21. ↑  Nominierung zum Bauherrenpreis 2011. (Abbildung) Abgerufen am 14. April 2024.
22. ↑  Tisch der Firma Elsenwenger auf YouTube
23. ↑  Oberalm: Landwirtschaftliche Fachschule Winklhof mit Salzburger Holzbaupreis ausgezeichnet. In: Salzburger Nachrichten. 1. Februar 2019, abgerufen am 14. April 2024.
24. ↑  Carsharing – E-Bike-Sharing in Büro und Wohnhaus in der Stadt Salzburg. In: mobilitaetsprojekte.vcoe.at. 24. Oktober 2023, abgerufen am 14. April 2024.
25. ↑  BAUHERRENPREIS 2021 _ NOMINIERUNGEN. In: zv-architekten.at. Abgerufen am 14. April 2024.
26. ↑  Youthhostel Gerlos, Krimml. In: BIG SEE. 17. Januar 2022, abgerufen am 14. April 2024 (englisch).
27. ↑  Youthhostel Gerlos, Krimml. In: BIG SEE. 16. Februar 2022, abgerufen am 14. April 2024 (englisch).
28. ↑  Youthhostel Gerlos, Krimml. In: BIG SEE. 17. Februar 2022, abgerufen am 14. April 2024 (englisch).
29. ↑  2022 Plus Winners A+Awards. In: Architizer. Abgerufen am 14. April 2024.
30. ↑  2022 Plus Winners A+Awards. In: Architizer. Abgerufen am 14. April 2024.
31. ↑  Lechner & Lechner Architects (2022 Winner: Architecture Awards). In: BUILD Magazine. Abgerufen am 14. April 2024 (britisches Englisch).
32. ↑  Winner – Youthhostel Gerlos. In: LIV Hospitality Design Awards. Abgerufen am 14. April 2024 (amerikanisches Englisch).
33. ↑  Official Selection in Build (architecture) /. In: licc.uk. Abgerufen am 14. April 2024 (englisch).
34. ↑  1. Platz Publikumspreis: Jugendgästehaus Gerlosplatte. In: rosenheimkreis.de. Abgerufen am 14. April 2024.
35. ↑  Newsseite. Kunstuniversität Linz, abgerufen am 14. April 2024.